# 난관수종
난관수종(Hydrosalpinx)은 나팔관이 막혀 난소 근처(자궁에서 먼 쪽)에 장액성 또는 투명한 체액이 차 있을 때 발생하는 질환이다. 막힌 튜브는 실질적으로 팽창하여 튜브에 소시지 모양 또는 레토르트 모양의 특징을 줄 수 있다. 이 상태는 종종 양측성이며 영향을 받은 관의 직경은 수 센티미터에 달할 수 있다. 막힌 관은 불임을 유발한다. 혈액으로 채워진 나팔관은 혈 난관(hematosalpinx) 이고 고름이 있는 난관은 농난관(pyosalpinx)이다.
Hydrosalpinx는 그리스어 ὕδΩρ(hydōr – "물" )와 σάλπιγξ(sálpinx – "트럼펫" )의 합성어이다. 그 복수형은 하이드로살핑(hydrosalpinges)이다.

## 징후 및 증상

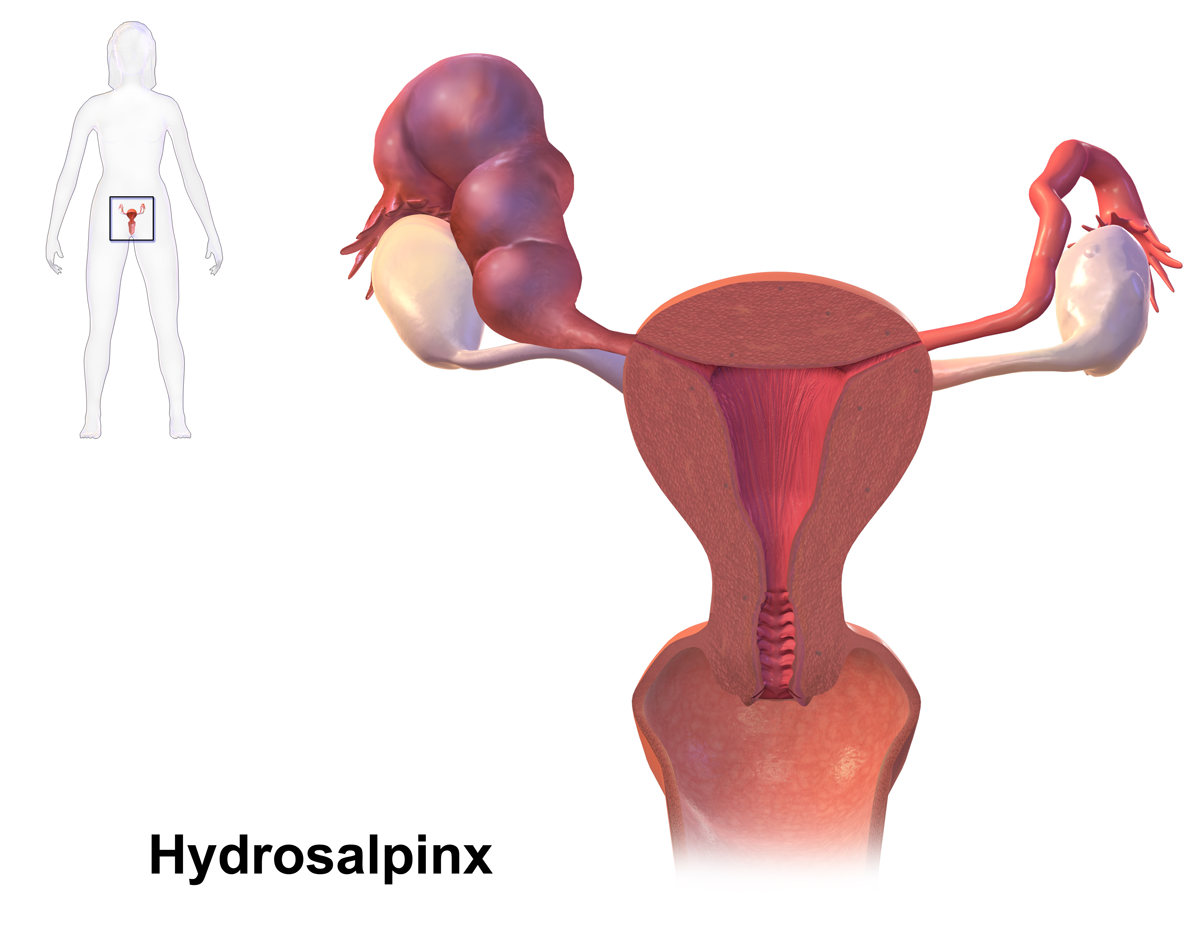
난관수종

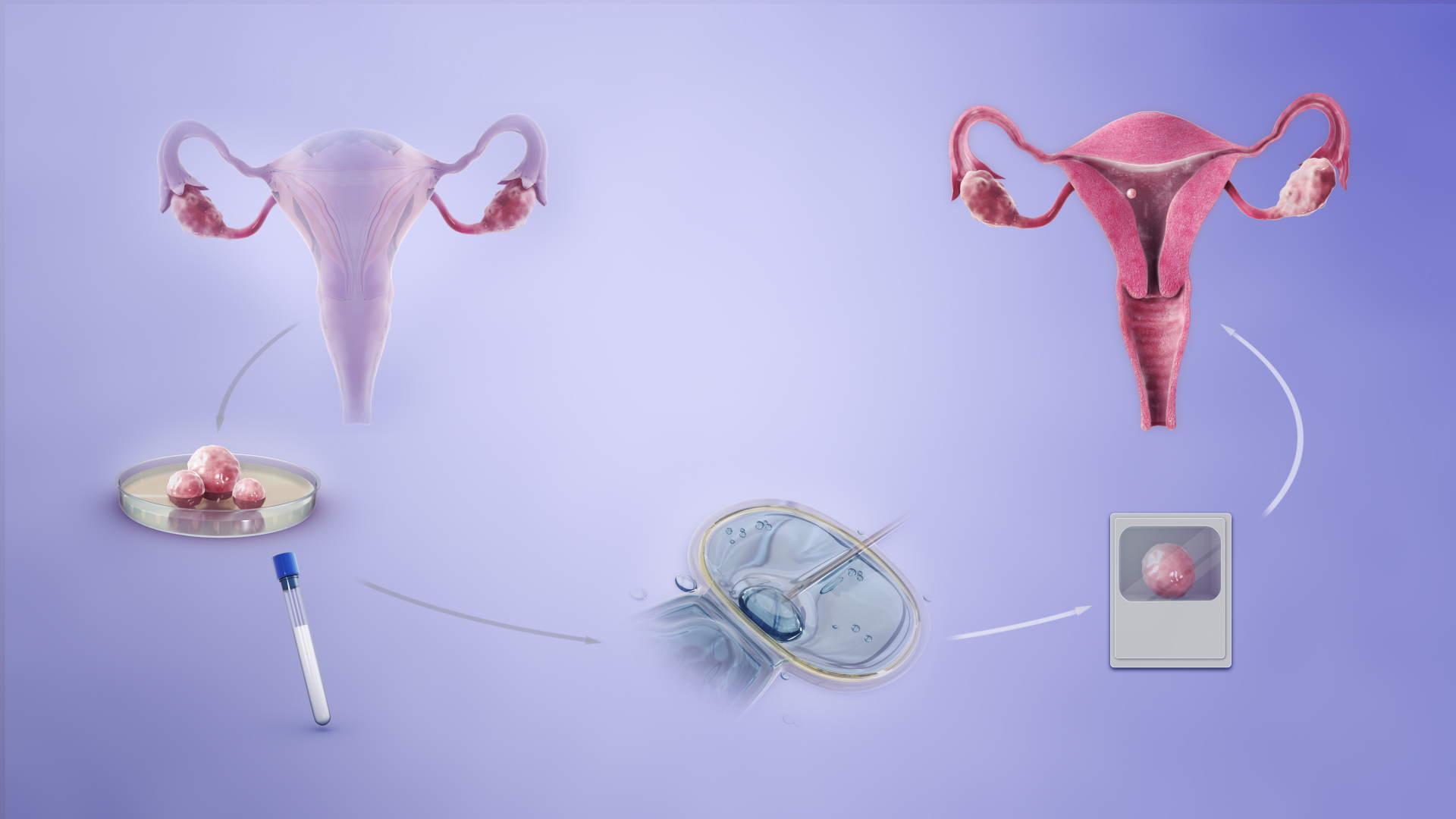
배란 후 여성의 생식 기관에서 난자를 채취하여 정자와 융합시킨 후 수정된 난자를 자궁에 다시 삽입한다.

증상은 다양할 수 있다. 일부 환자에서는 재발성 복통이나 골반 통증이 덜한 반면, 다른 환자에서는 증상이 없을 수도 있다. 난관 기능이 저하되어 불임이 흔한 증상이다. 임신을 시도하지 않고 통증도 없는 환자는 발견되지 않을 수 있다.
- 자궁내막증, 파열된 충수염, 복부 수술이 때때로 문제와 연관되어 있다. 부상에 대한 반응으로 신체는 염증 세포를 해당 부위로 돌진하고, 염증과 이후 치유로 인해 섬모가 손실되고 관이 폐쇄된다. 이러한 감염은 일반적으로 두 나팔관 모두에 영향을 미치며 난관수종이 한쪽에만 있을 수 있지만 반대편에 있는 다른 관은 종종 비정상이다. 발견될 때까지 난관액은 일반적으로 무균 상태이며 활동성 감염이 포함되어 있지 않는다. (증상은 아님)
- 난관수종은 난관 내에 물이 축적되는 상태로, 주로 여성의 생식기계에서 발생하는 문제 중 하나이다. 난관수종의 증상과 징후는 다음과 같을 수 있다:

1. 무채색 혹은 투명한 질분비물:
  - 난관수종으로 인한 염증이나 분비물의 변화로 인해 질분비물이 무색이거나 투명할 수 있다.
2. 복통:
  - 난관수종은 복통의 주요 원인 중 하나일 수 있다. 특히 생리 전이나 생리 중에 통증이 느껴질 수 있다.
3. 생리 주기의 변화:
  - 난관수종으로 인해 생리 주기가 불규칙해질 수 있다.
4. 배뇨나 성교 시 통증:
  - 난관수종으로 인해 난관이 늘어나거나 염증이 발생하면 배뇨나 성교 시에 통증을 느낄 수 있다.
5. 복부 부기:
  - 난관수종으로 인해 난관이 확장되면 복부가 부을 수 있다.
6. 임신 어려움:
  - 난관수종이 난관의 통로를 막거나 난자와 정자의 만남을 방해할 경우 임신이 어려워질 수 있다.
7. 기타 증상:
  - 일부 환자에서는 전신 증상으로 피로, 발열, 소화기 문제 등이 나타날 수 있다.

난관수종의 증상은 개인마다 다를 수 있으며, 심각한 경우에는 의료 전문가의 진단과 조치가 필요하다. 만일 난관수종의 가능성을 의심한다면 즉시 의료 전문가와 상담하고 검사를 받는 것이 중요하다.

## 원인
원위부 난관 폐색의 주요 원인은 골반 염증성 질환 으로, 일반적으로 클라미디아 나 임질에 의한 상행성 감염의 결과이다. 그러나 모든 골반 감염이 원위 난관 폐쇄를 유발하는 것은 아니다. 난관 수종 형성의 흔하지 않은 원인이다.
나팔관 내부 내막 (난관내막)의 섬모가 자궁을 향해 박동하는 동안 난관액은 일반적으로 섬유화된 끝부분을 통해 복막강으로 배출되며 그곳에서 제거된다. 관의 섬유화된 끝부분이 응집되면 결과적인 막힘으로 인해 난관액이 통과할 수 없게 된다. 이는 축적되어 하류인 자궁으로의 흐름을 되돌리거나 내두피질 손상으로 인해 생산이 감소된다. 그러면 이 관은 생식 과정에 참여할 수 없다. 즉, 정자가 통과할 수 없고 난자가 채취되지 않으며 수정이 일어나지 않는다.
원위 난관 폐색의 다른 원인으로는 수술로 인한 유착 형성, 자궁내막증, 난관암, 난소암 또는 기타 주변 기관의 암이 있다.
조혈난관은 자궁외 임신 과 가장 흔히 연관된다. 농난관은 일반적으로 골반 염증성 질환의 보다 급성 단계에서 나타나며 난관농양 의 일부일 수 있다.
난관포경이란 난관 말단이 부분적으로 막혀 있는 상태를 말하며, 이 경우 생식 능력이 저하되고 자궁외 임신의 위험이 높아진다.

## 진단
난관수종은 체액이 채워져 길고 팽창된 관이 전형적인 반향투과 패턴을 보이기 때문에 초음파 검사를 사용하여 진단할 수 있다. 그러나 작은 난관수종은 초음파검사에서 놓칠 수 있다. 불임 검사 중 조영제를 사용하여 나팔관의 영상을 촬영하는 X선 검사인 자궁 난관조영술은 팽창된 관의 레토르트 모양과 복막으로의 염료 누출 없음을 보여준다. 그러나 자궁-난관 접합부에 난관 폐쇄가 있는 경우 난관수종은 발견되지 않을 수 있다. 난관조영술로 난관수종이 발견되면 염증 과정의 재활성화 위험을 줄이기 위해 항생제를 투여하는 것이 현명하다.
복강경 검사를 시행할 때 외과의사는 팽창된 관을 확인하고 폐색을 식별하며 골반 장기에 영향을 미치는 관련 유착을 발견할 수도 있다. 복강경검사는 난관수종 진단을 허용할 뿐만 아니라 개입을 위한 플랫폼도 제공한다.

## 방지
골반 염증성 질환은 난관수종 형성의 주요 원인이므로 성병을 줄이기 위한 조치를 취하면 난관수종의 발생률이 감소한다. 또한 난관수종은 골반 감염의 후유증이므로 골반 감염에 대한 적절하고 조기 항생제 치료가 필요하다.

난관수종을 피하는 것은 대부분 생리적, 건강적인 측면에서의 관리와 예방을 포함한다. 아래는 난관수종을 피하는데 도움이 될 수 있는 몇 가지 방법과 조언이다:
- 규칙적인 건강 검진:
  - 정기적인 건강 검진은 여성의 생식기 건강을 모니터링하고 문제를 조기에 발견하는 데 도움이 된다. 정기적인 여성 건강 검진은 난관수종과 같은 문제를 조기에 확인할 수 있도록 도와준다.
- 성별로 전염되는 감염 예방:
  - 성별로 전염되는 감염은 난관에 염증을 일으킬 수 있으므로, 안전한 성관계와 성별로 전염되는 감염 예방이 중요하다. 콘돔 사용이 이에 도움이 될 수 있다.
- 흡연 피하기:
  - 흡연은 여성의 생식기 기능에 부정적인 영향을 줄 수 있으며, 난관수종의 발생 위험을 증가시킬 수 있다. 흡연을 피하는 것이 건강에 도움이 된다.
- 규칙적인 운동과 건강한 식습관:
  - 규칙적인 운동은 건강한 체중을 유지하고 전반적인 건강을 증진시킬 수 있다. 건강한 식습관 또한 여성의 생식기 건강에 도움이 된다.
- 스트레스 관리:
  - 지나친 스트레스는 여성의 생식기 기능에 영향을 줄 수 있다. 스트레스 관리 기술을 도입하여 신체적, 정신적인 안녕을 유지하는 것이 중요하다.
- 안전한 성생활:
  - 성생활에서 안전하게 활동하고, 정형적인 건강 검진을 받아 성병을 조기에 발견하는 것이 중요하다.
- 임신 전 건강 관리:
  - 임신 전 건강을 챙기는 것도 중요하다. 정기적인 건강 검진과 건강한 생활 습관을 갖는 것이 난관수종 발생을 예방하는 데 도움이 된다.

이러한 조치들은 난관수종을 피하는 데 도움이 될 수 있으나, 특정한 상황이나 개인의 건강 상태에 따라서는 전문가의 상담이 필요할 수 있다.

## 관리
지난 세기 대부분의 난관수종으로 인한 난관 불임 환자들은 난관의 말단으로 막힌 끝 부분을 열고(난관조루술) 유착을 제거하기 위해 난관 교정 수술을 받았다(유착 용해). 불행히도, 감염 과정으로 인해 난관이 영구적으로 손상되는 경우가 많았고, 난관수종과 유착이 다시 형성되는 경우가 많았기 때문에 임신율은 낮은 경향이 있었다. 또한 자궁외임신 도 대표적인 합병증이다. 수술적 개입은 개복술이나 복강경술로 시행할 수 있다.
통증 관리로 완화되지 않는 난관수종 형성으로 인해 심각한 만성 통증을 겪는 비불임 환자는 영향을 받은 난관을 외과적으로 제거( 난관절제술 )하거나 난관, 가능하면 난소를 제거하는 자궁 절제술을 고려할 수도 있다.

### IVF
여성 불임의 주요 원인 중 난관 인자가 25~35%를 차지한다. 특히 난관수종은 불임 부부의 10~30%에서 발견된다. 실제로 이 상태는 출산 능력과 IVF 결과를 손상시킬 수 있다.
난관 기능의 필요성을 우회하는 IVF의 출현으로 임신을 원하는 여성에게 보다 성공적인 치료 접근 방식이 가능해졌다. IVF는 이제 난관수종 여성의 임신을 위한 주요 치료법이 되었다.
여러 연구에 따르면 치료되지 않은 수난관을 가진 IVF 환자는 대조군보다 임신율이 낮으며 자궁내막강으로 들어가는 난관액이 국소 환경을 변경하거나 해로운 방식으로 배아에 영향을 미치는 것으로 추측되었다. 실제로, IVF 치료 전 난관수종의 존재는 임신율에 부정적인 영향을 미치고 자연유산의 위험을 증가시킨다. 정확한 메커니즘이 불분명하더라도 이러한 효과는 난관수액의 기계적 효과, 배아에 대한 독성 영향 및 자궁내막 수용성 변화의 조합에 기인할 수 있다 따라서 많은 전문가들은 IVF를 시도하기 전에 난관수종이 제거된다. 그러나 난관수종이 양측성이거나 초음파로 보이거나 둘 다일 때 이점이 더 높은 것 같다. 난관절제술은 만성적으로 감염된 난관수종을 제거하여 난모세포 채취 후 감염 위험을 줄이고 난소에 대한 접근성을 높인다. 어쨌든 이는 수술 절차이며 난소 혈류에 영향을 미칠 수도 있다.

## 역사
Regnier de Graaf는 난관의 기본적인 기능을 이해하고 난관수종을 기술하며 난관수종의 발생과 여성 불임을 연결한 최초의 인물일 것이다. 일반적으로 이 과정의 감염 원인은 19세기 말까지 의사들에게 잘 알려져 있었다. 자궁난관조영술 (1914)과 난관 흡입술 (1920)이 도입되면서 비수술적 진단이 가능해졌다. 1978년 루이스 브라운(Louise Brown) 이 태어난 이후 난관 불임의 주요 치료법으로 수술이 점차 IVF로 대체되었다.